# Micropsectra excisa
Micropsectra excisa är en tvåvingeart som först beskrevs av Jean-Jacques Kieffer 1911.  Micropsectra excisa ingår i släktet Micropsectra och familjen fjädermyggor.
Artens utbredningsområde är Tyskland. Inga underarter finns listade i Catalogue of Life.